# 劉恕 (景泰進士)
劉恕（1417年—？），字寬仁，江西吉安府永曹縣人，民籍，明朝政治人物。進士出身。

## 生平
江西鄉試第一百七十四名。景泰五年（1454年）甲戌科會試第一百四十九名，殿試登進士第三甲第三十四名。

## 家庭
曾祖父劉貴安。祖父劉永嚞。父亲劉公懋。